# Pego (Espanha)
Pego é um município da Espanha na província de Alicante, Comunidade Valenciana. Tem 52,85 km² de área e em 2021 tinha 10 240 habitantes (densidade: 193,8 hab./km²).

## Demografia
| Variação demográfica do município entre 1991 e 2004 | Variação demográfica do município entre 1991 e 2004 | Variação demográfica do município entre 1991 e 2004 | Variação demográfica do município entre 1991 e 2004 |
| --------------------------------------------------- | --------------------------------------------------- | --------------------------------------------------- | --------------------------------------------------- |
| 1991                                                | 1996                                                | 2001                                                | 2004                                                |
| 9407                                                | 10369                                               | 10060                                               | 10749                                               |